# Zagrebačke ceste
Zagrebačke ceste jedna je od 12 podružnica Zagrebačkog holdinga d.o.o. Osnovne djelatnosti odnose se na redovno i izvanredno održavanje te upravljanje i zaštitu nerazvrstanih cesta u gradu Zagrebu.

## Djelatnosti
Osnovne djelatnosti Podružnice Zagrebačke ceste odnose se na redovno i izvanredno održavanje nerazvrstanih cesta, cestovnih objekata, pješačkih i biciklističkih prometnih površina, parkirališta, terminala, stajališta za taksi i okretišta te ostalih javnih površina, izvedbu radova iz Plana malih komunalnih akcija, sanaciju prijekopa, zaštitu javnih cesta, cestovnih građevina i zemljišnog pojasa, održavanje prometnica tijekom snježnih padalina, proizvodnju asfalta, recikliranje građevinskog otpada, proizvodnju prometnih znakova i putokaza, održavanje horizontalne, vertikalne i svjetlosne signalizacije.
Redovno održavanje podrazumijeva održavanje cesta u ljetnim i zimskim mjesecima, radove na kolnicima i pločnicima, održavanje mostova, odbojnih ograda, bankina, usjeka, zasjeka i nasipa, održavanje objekata za odvodnju, popravke galanterije komunalnih instalacija, rubnjaka i rigola, košnju trave te održavanje prometne signalizacije. Izvanredno održavanje cesta podrazumijeva radove većeg obujma u smislu asfaltiranja većih površina kolnika uz uređenje donjeg ustroja prometnice, rješavanje oborinske odvodnje i druge radove, sve popraćeno potrebnom tehničkom dokumentacijom. 
Zagrebačke ceste na temelju registracije podružnice, propisa, zaključka i Odluke o prijenosu javnih ovlasti obavljaju i poslove na upravljanju i zaštiti cesta. Zagrebačke ceste donose suglasnosti za radove na cestama, provode kontrolu stanja cesta te obavještavaju javnost o stanju na cestama. Osim toga, donose se i odobrenja o privremenoj regulaciji prometa za nerazvrstane ceste.
Radne jedinice koje obavljaju opisane djelatnosti podijeljene su na Nadcestarije koje održavaju kolnike, pločnike i parkirališta zagrebačkih ulica, radnu jedinicu Ugradnja asfalta, specijaliziranu za ugradnju većih količina asfaltne mase, radnu jedinicu Signalizacija i semafori koja izvodi i održava horizontalnu, vertikalnu i svjetlosnu signalizaciju u gradu, Proizvodnju asfalta koja proizvodi asfalt, održava postrojenja te laboratorijski prati kvalitetu proizvedenoga i ugrađenog asfalta, Reciklirani građevinski otpad, radnu jedinicu za odlaganje i obradu građevinskoga otpadnog materijala te Mehanizaciju, specijaliziranu radnu jedinicu koja svima ostalima osigurava vozila i mehanizaciju te obavlja popravke istih. 

## Povijest

### Osnivanje
Rješenjem Skupštine Gradskog narodnog odbora u Zagrebu 5. ožujka 1947. godine osniva se državno privredno poduzeće Cestogradnja, gradsko poduzeće za niske gradnje u Zagrebu, sa sjedištem u Ulici Andrije Žaje 48. Djelatnost Cestogradnje obuhvaćala je gradnju i obnovu svih vrsta cesta; gradnju kanala, tunela, mostova, nasipa, obaloutvrda, pregrada, skela; regulaciju potoka i provedbu tehničkih radova za popuzine i bujice te proizvodnju šljunka, pijeska i betonskih prerađevina. Cestogradnja počinje djelovati 1. travnja 1947. godine s otprilike 800 zaposlenika. 
Grad Zagreb je 1952. godine osnovao budžetsku ustanovu Cesta, koja je preuzela sve poslove prijašnje Cestogradnje. Osnovna djelatnost bila je održavati i čistiti javne prometne površine. Iz Ceste se 1961. izdvaja komunalno poduzeće Čistoća. Od 1964. godine sjedište Uprave Zimske službe je u Cesti te je prvi put uspostavljen jedinstven plan čišćenja snijega za grad Zagreb. Održavanje i evidencija prometne signalizacije organizirano se provodi od 1965. godine. 
Spajanjem više poduzeća iz područja niskogradnje 1977. nastaje poduzeće za građenje i održavanje prometnica s 2400 zaposlenih pod imenom Cestogradnja. Ovo se veliko poduzeće postupno transformira odvajajući tržišne dijelove, mijenja naziv u Cesta – Zagreb te se organizira za održavanje, upravljanje i zaštitu cesta.
Odlukom Skupštine Grada Zagreba od 28. prosinca 1990. godine Cesta – Zagreb organizira se kao Javno poduzeće Zagrebačke ceste, poduzeće za održavanje cesta i ulica grada Zagreba te obavlja djelatnosti od posebnoga društvenog interesa za grad, održavanje, upravljanje i zaštitu regionalnih i lokalnih cesta te gradskih ulica.
Zagrebačke se ceste 2006. pripajaju Gradskom komunalnom gospodarstvu d.o.o. koje osniva Podružnicu Zagrebačke ceste. Gradsko komunalno gospodarstvo d.o.o. 2007. mijenja naziv u Zagrebački holding d.o.o.

### Modernizacija i održiv razvoj
Zagrebačke ceste u svojoj djelatnosti nastoje biti ukorak s trendovima koje nameće tržište i potrebnom modernizacijom koja će omogućiti što bolje funkcioniranje tvrtke i djelokruga njezina rada. 
Korištenje aplikacija i softverskih sustava koji pridonose boljem praćenju svih stavki radova i mogućih kvarova prisutno je već niz godina. Gis Cloud je kartografska aplikacija koja se koristi za praćenje prijekopa na području cijelog grada i pruža uvid i potrebne informacije vezane za početak, završetak i vrstu radova. U istom se sustavu Zagrebačke ceste koriste aplikacijom za Zimsku službu na kojoj su pohranjeni podatci o čišćenju svih javno-prometnih površina u nadležnosti Podružnice Zagrebačke ceste. 
GPS centar u glavnoj bazi Zimske službe smještenoj unutar radne jedinice Mehanizacija sadrži GPS sustav za praćenje s pomoću kojeg se u svakom trenutku vidi lokacija vozila omogućujući time brzu i efikasnu reakciju u slučaju nepredviđenih situacija na terenu. U Centru za obavješćivanje instaliran je sustav za rano otkrivanje leda i poledice koji s pomoću senzora na sedamnaest izabranih lokacija dojavljuje trenutačno stanje kolnika (temperaturu kolnika, temperaturu zraka, vlažnost kolnika i ledište s obzirom na slanost kolnika, oborine i maglu). 
EC – TRACK je sustav za udaljeni nadzor i upravljanje semaforskim uređajima. Sustav EC – TRACK omogućuje udaljeni nadzor semaforskih uređaja u realnom vremenu, automatske dojave kvarova na mobilne telefone servisne službe, isključivanje određenoga raskrižja ili cijelog poteza raskrižja, kreiranje VIP ruta za prolaz praćenih vozila, promjenu određenih parametra semaforskih uređaja, pregled povijesti kvarova na raskrižjima i brojenje prometa na raskrižjima s prisutnim detektorima.  
Kontinuirano obnavljanje voznoga i strojnog parka među vrlo je važnim stavkama modernizacije same tvrtke, koja omogućuje veću produktivnost i bolje izvršavanje radova djelatnika Zagrebačkih cesta na zadovoljstvo poslodavca, grada Zagreba i svih sugrađana. 
Godine 2013. u pogon je pušteno reciklažno asfaltno postrojenje. Riječ je o velikom tehnološko-ekološkom projektu koji se koristi najsuvremenijom tehnologijom za recikliranje glodanog asfalta koji se uklanja s prometnica. Projekt je na izuzetnoj ekološkoj razini jer se udio staroga glodanog materijala u proizvodnji penje do čak 50 %. Baza se koristi suhim filtrima radi zaštite okoliša te omogućuje smanjenu razinu buke. Asfaltno postrojenje prati potpuno informatiziran laboratorij za kontrolu ulaznih sirovina (bitumena i kamenog agregata), zatim prati tvorničku kontrolu proizvodnje te certificira asfaltna postrojenja kako bi popratni dokumenti mogli nositi oznaku CE. 
Održivi razvoj manifestira se posebno recikliranjem građevinskog otpada te njegovom obradom u svrhu stvaranja vrijednih sirovina za korištenje u cestogradnji, ujedno pridonoseći očuvanju okoliša i smanjenju iskorištavanja prirodnih resursa. 

## Ekologija
Djelatnost Opće službe odnosi se djelomično i na zaštitu okoliša brinući se o sprečavanju nastanka otpada i primjeni propisa i politike gospodarenja otpadom prema Zakonu o održivom gospodarenju otpadom (NN 94/13). Djelatnici Zagrebačkih cesta obrazovani su i savjetovani da prate tijek nastanka i odlažu otpad prema zakonskim propisima. 
Politika kvalitete
Na temelju donesenih odluka Gradske skupštine Grada Zagreba o usvajanju i primjeni normi ISO 9001:2008 2003. godine počelo je usklađivanje sustava poslovanja u Podružnici Zagrebačke ceste sa zahtjevima navedene norme. 
Poslovnik kvalitete krovni je dokument koji prenosi zahtjeve modela osiguranja kvalitete ISO 9001:2008 i na temelju usvojene Politike upravljanja kvalitetom određuje strukturu i poslovanje Podružnice Zagrebačke ceste. Pri tome su za svaki proces na temelju zahtjeva i smjernica navedenih u poslovniku izrađeni odgovarajući operativni dokumenti, postupci i radne upute. On služi kao osnovni dokument Podružnice Zagrebačke ceste o primijenjenom sustavu upravljanja kvalitetom, kao ključna podloga za održavanje visoke razine poslovanja i ekološke svijesti djelatnika, te kao važan element marketinškog nastupa i sredstvo osposobljavanja novih djelatnika.